# Dasjdordzjijn Natsagdordzj
Bordzjigin Dasjdordzjijn Natsagdordzj, född 17 november 1906, död i juni 1937, var en mongolisk författare. 
Han tillhörde en grupp mongoler som fick utbildning i Tyskland åren 1926 till 1929 och efter sin återkomst upprättade han landets författarförbund. Han skrev berättelser, pjäser och poesi och är mest känd för ett poem som kallas Minij nutag som beskriver Mongoliets skönhet. Han anses som Mongoliets första socialistiskt realistiska författare.